# Vertriebenendenkmal

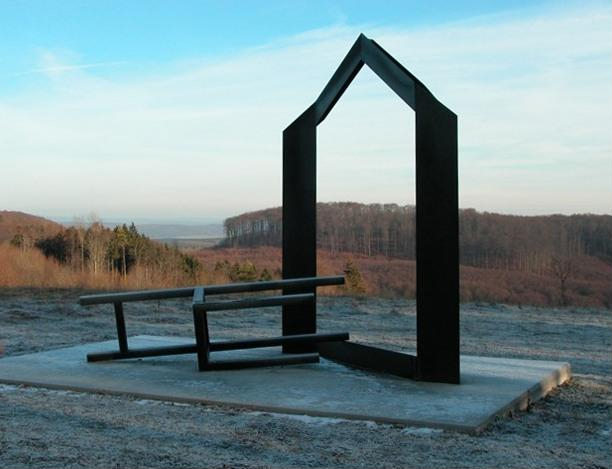
Jimmy Fell: „Vertreibung“

Vertriebenendenkmale sind Denkmale für die Heimatvertriebenen aus den Ostgebieten des Deutschen Reiches und den deutschen Siedlungsgebieten in Südosteuropa. Von Vertriebenenverbänden, Patenschaftskreisen, Kommunen und Einzelpersönlichkeiten initiiert, stehen die Denkmale nicht nur für Unrecht und Leid, sondern auch für den Dank an die aufnehmenden Gemeinden in der Bundesrepublik Deutschland. Zurzeit gibt es in Deutschland über 1400 Vertriebenendenkmäler.

## Beschreibung

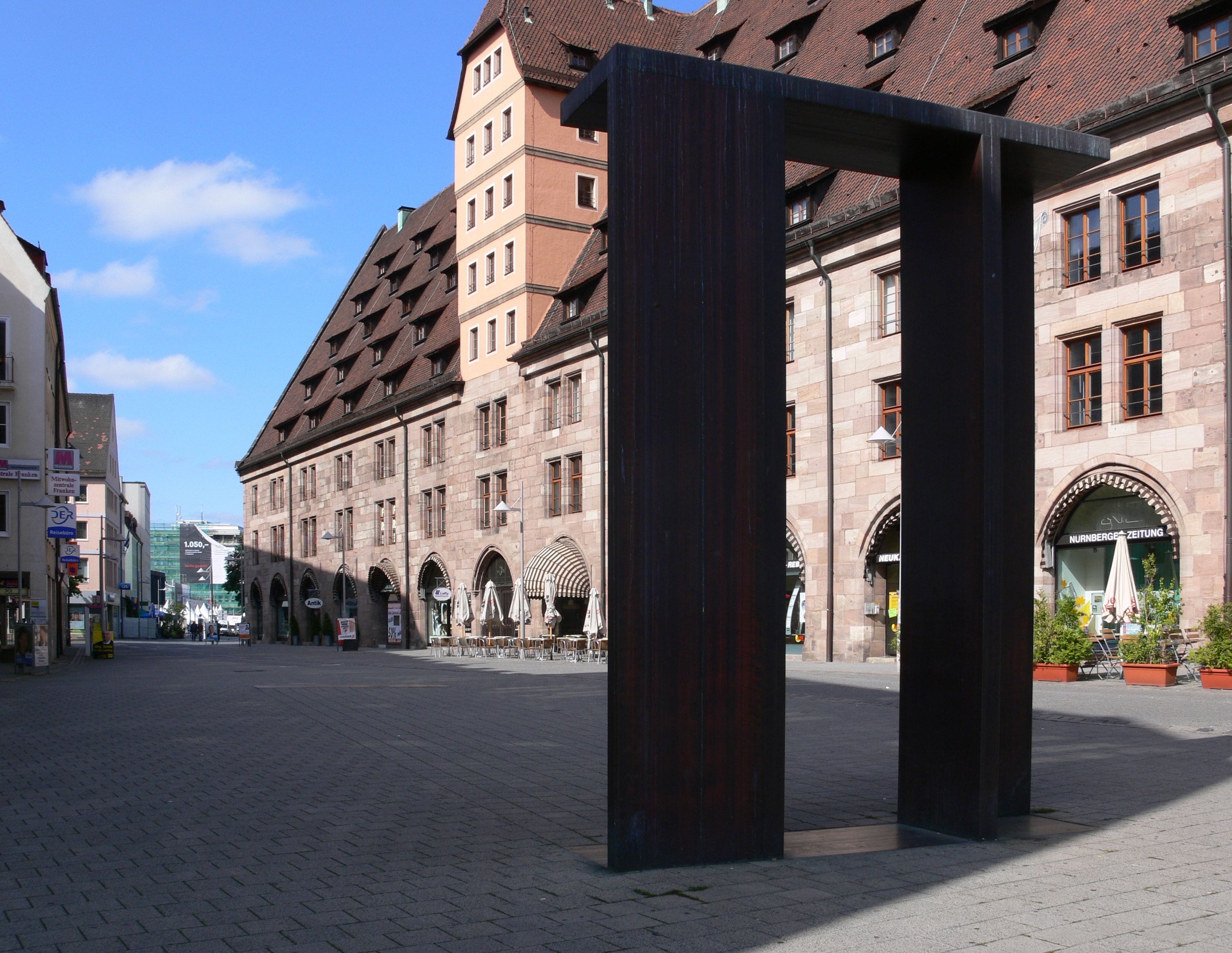
Zentrales Denkmal Flucht und Vertreibung 1945, Nürnberg

Vertriebenendenkmale waren in der DDR, wie das Gedenken an Flucht und Vertreibung überhaupt, weitgehend tabuisiert. Die „Umsiedler“, wie die Flüchtlinge und Vertriebenen regierungsamtlich euphemistisch bezeichnet wurden, verfügten über keine Möglichkeit, an ihr Schicksal öffentlich zu erinnern. Erst nach der Wiedervereinigung 1990 entstanden auch in den neuen Bundesländern vereinzelt Vertriebenendenkmale.
Im Westen entstanden in den 1950er und 1960er Jahren eine Reihe von Vertriebenendenkmalen. Mit dem Beginn der Entspannungspolitik Mitte der 1960er Jahre wurde die Form des Gedenkens an die Vertriebenen und die ehemaligen deutschen Ostgebiete zunehmend Gegenstand von Kontroversen. Deutliches Zeichen hierfür war die Abschaffung des Bundesvertriebenenministeriums 1969, die Mittelkürzungen für die Kulturarbeit der Vertriebenenverbände. Auch kam es insbesondere aus den Reihen den entstehenden Studentenbewegung zu Schändungen und Zerstörungen von Vertriebenendenkmalen. 1967 wurden z. B. aus einem Deutschlandgedenkstein im Göttinger Wald die Ostgebiete herausgemeißelt und an der TH Aachen die in der Aula angebrachten Wappen der deutschen Ostgebiete zerstört. Die Zahl der neu entstandenen Vertriebenendenkmale ging später deutlich zurück. Nach dem Zusammenbruch des Realsozialismus 1989 wurde die Deutsche Frage durch die Deutsche Wiedervereinigung beantwortet und die Oder-Neiße-Grenze als Deutschlands Ostgrenze festgelegt. Gleichzeitig begann die Diskussion über ein Zentrum gegen Vertreibungen und die Zahl der neuen Vertriebenendenkmale stieg wieder an.

## Bedeutende Erinnerungsstätten
- Gedenkstätte des Deutschen Ostens im Batterieturm von Schloss Burg (1951), eingeweiht von Bundespräsident Theodor Heuss
- Friedland-Gedächtnisstätte (1966/67)
- Zentrales Denkmal Flucht und Vertreibung 1945 von Joachim Bandau in Nürnberg (1999), Dank der Bayerischen Staatsregierung an die Vertriebenen, eingeweiht von Edmund Stoiber

## Verbreitung

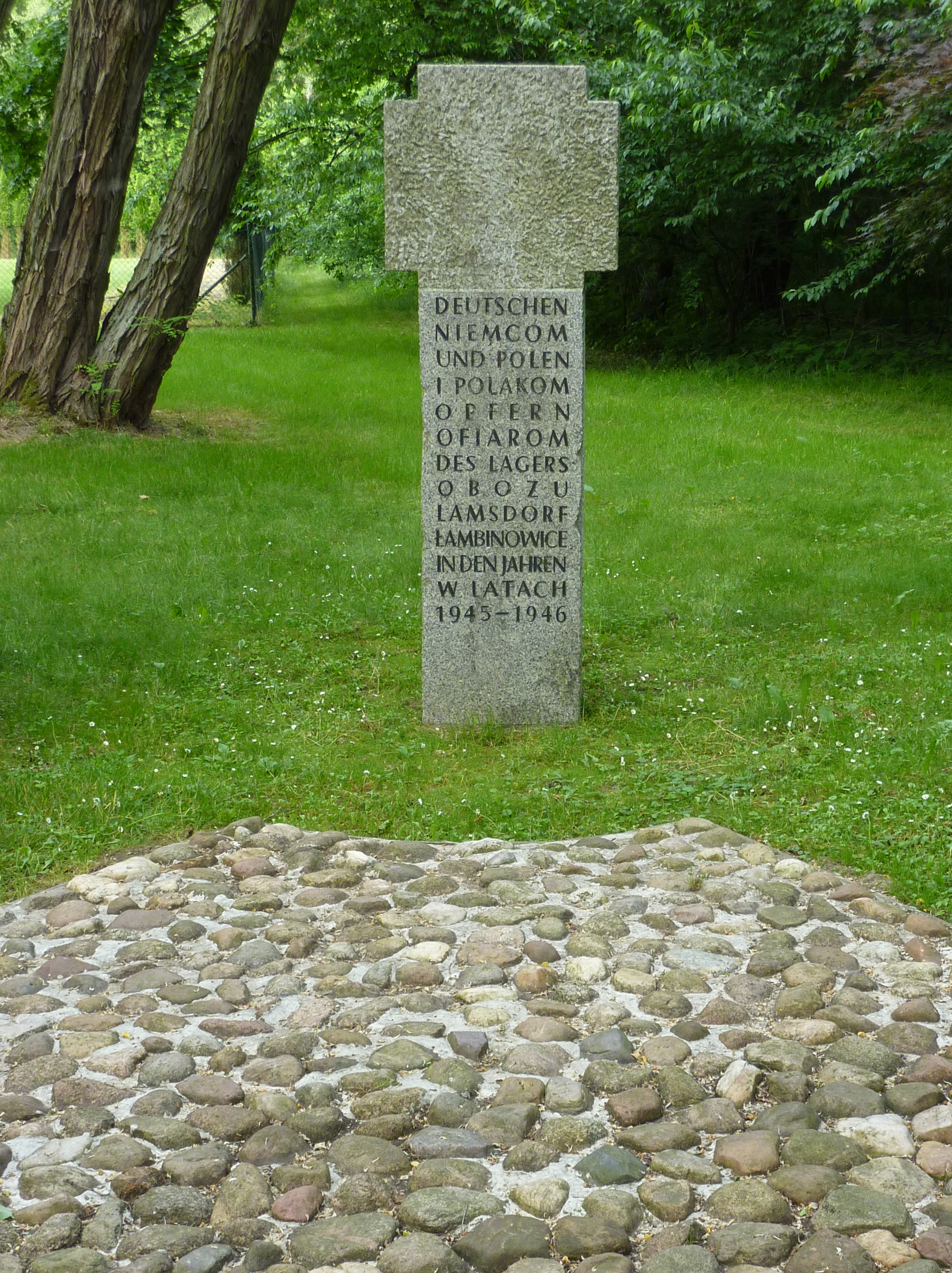
Sühnekreuz in der Gedenkstätte des Nachkriegslagers Lamsdorf in Oberschlesien mit polnisch-deutscher Inschrift, errichtet 1995

Vertriebenendenkmale gibt es nicht nur in Deutschland, sondern auch in Österreich, Polen, Rumänien, in der Slowakei, in Serbien, Kroatien, Slowenien, Tschechien, Ungarn, Namibia, Südafrika, Russland und in den Vereinigten Staaten. In Ungarn wurden drei Vertriebenendenkmale durch die Landesselbstverwaltung der Ungarndeutschen errichtet.
Die weitaus größte Zahl der Vertriebenendenkmale befindet sich in Westdeutschland; jedoch bestehen auch in den ehemaligen deutschen Gebieten Initiativen zur Einrichtung von Denkmalen, die an die Vertriebenen erinnern sollen. So beschloss der Stadtrat von Postoloprty (Postelberg) in Tschechien im November 2009, für die Opfer des Massakers ein Denkmal zu errichten, das die Inschrift „Allen unschuldigen Opfern der Ereignisse im Mai und Juni 1945“ tragen soll.